# Nikomedes II.
Nikomedes II. Epiphanes (altgriechisch Νικομήδης Ἐπιφανής Nikomḗdēs Epiphanḗs; † 128/127 v. Chr.) war König von Bithynien von 149 bis 128/127 v. Chr. 
Nikomedes gelangte nach einem Aufstand gegen seinen Vater Prusias II. an die Macht, den er im Bündnis mit Attalos II. von Pergamon nach längeren Kämpfen besiegte und töten ließ. Bei der Einziehung Pergamons 133 v. Chr. – Attalos III. hatte Pergamon testamentarisch den Römern vermacht – unterstützte er Rom gegen den Thronprätendenten Aristonikos, erhielt aber nicht den erhofften Gewinn.